# 梅仙镇 (平江县)
梅仙镇，中华人民共和国湖南省岳阳市平江县下属的一个镇，位于平江县西北部。因传说西晋梅子贞在此修炼成仙得名。106国道经过县境。

## 建制沿革
- 1958年，改梅仙办事处为梅仙公社；
- 1984年，改置梅仙镇；
- 1995年，团山乡、柘庄乡并入。

## 行政区划
梅仙镇下辖2个居委会与36个行政村：
- 毛泥岭居委会、花坪居委会
- 白荻村、填德村、小沅村、稻田村、新霞村、团山村、玳璋村、高古村、三里村、三坪村、张韩村、竹岭村、胡舟村、九坳村、石塘村、石岭村、青桥村、招贤村、中家村、板口村、凤形村、松山村、高义村、东皋村、柘冲村、雁影村、东影村、天鹅山村、尖山村、下白村、柘庄村、万谷村、黄泥村、吉山村、哲寮村、姜沅村